# 1995–1996-os angol labdarúgó-bajnokság (első osztály)
Az angol labdarúgó-bajnokság első osztályának 1995–1996-os kiírása a Premier League negyedik szezonja volt. A Manchester United lett a bajnok, a Newcastle United végzett a második helyen, és a Liverpool lett a harmadik. A szezon gólkirálya Alan Shearer lett 31 találattal.

## Feljutó csapatok
Mivel az Angol labdarúgó-szövetség 22-ről 20-ra csökkentette a Premier League-ben részt vevő csapatok számát, mindössze két klub jutott fel a másodosztályból. A Middlesbrough bajnokként, a Bolton Wanderers pedig a rájátszást megnyerve vívta ki a feljutást.

## Átigazolások
Az idény kezdete előtt egy éven belül harmadszor is megdőlt az angol átigazolási rekord, amikor a Liverpool 8,4 millió fontot fizetett a Nottingham Forest csatáráért, Stan Collymore-ért. A Newcastle United 4 millió fontért igazolta le a Wimbledon hátvédjét, Warren Bartont, ezzel ő lett Anglia legdrágább bekkje. A Newcastle rajta kívül Les Ferdinandot is leigazolta a Queens Park Rangerstől, 6 millió font ellenében. Az Arsenal klubrekordot döntött, amikor 7,5 millió fontért leigazolta Dennis Bergkampot az Intertől.

## Angol csapatok Európában
Az 1994/95-ös szezon bajnoka, a Blackburn Rovers utolsó helyen végzett csoportjában a Bajnokok Ligájában. A Manchester United már az első körben kiesett az UEFA-kupából, míg a Leeds United és a Liverpool a második körben búcsúzott. Az Everton szintén a második fordulóban esett ki a KEK-ből. A Nottingham Forest volt az egyetlen angol csapat, mely karácsony után is ott volt az európai porondon. Ők az UEFA-kupa elődöntőjéig jutottak.

## A bajnoki verseny
A szezon nagy részében a Manchester United és a Newcastle United harcolt egymással az első helyért. 1995. december 27-én úgy csapott össze a két csapat, hogy a Newcastle tíz ponttal vezetett. A manchesteriek 2-0-ra nyertek, így hét pontra csökkentették hátrányukat, majd a Queens Park Rangers 2-1-es legyőzésével négy pontra zárkóztak fel. Ezután viszont 4-1-re kikaptak a Tottenham Hotspurtől, majd 0-0-s döntetlent játszottak az Aston Villával. Botlásaiknak köszönhetően a Szarkák 1996 januárjára 12 pontra növelték előnyüket.
Márciusra ez ismét négy pontra csökkent, ekkor a Vörös Ördögök ismét legyőzték a fekete-fehéreket, ezzel egy pontra megközelítve őket. Az utolsó forduló előtt már a Manchester United vezetett két ponttal. A Newcastle-nek nyernie, a Manchesternek pedig veszítenie kellett volna, hogy forduljon az állás a tabella élén. A Manchester United azonban 3-0-ra verte a Middlesbrough-t, a Szarkák pedig csak egy 1-1-es döntetlent értek el a Tottenham Hotspur ellen, így a vörös mezesek lettek a bajnokok. Egy héttel később Eric Cantona góljával legyőzték a Liverpoolt az FA Kupa döntőjében, így duplázást ünnepelhettek.

## Kieső csapatok
A szezon végén a Bolton Wanderers, a Queens Park Rangers és a Manchester City esett ki. A Bolton szinte az egész szezont a kieső zónában töltötte, így várható volt a búcsújuk. A City megmenekülhetett volna, de nem tudták legyőzni a Liverpoolt az utolsó fordulóban.

## Egyéni díjak
- Az év labdarúgója: Les Ferdinand
- Az év fiatal labdarúgója: Robbie Fowler
- Az év labdarúgója a szakírók véleménye alapján: Eric Cantona
- Az év vezetőedzője: Alex Ferguson

## Változások a menedzserek között
- Arsenal: A szezon elején Bruce Rioch érkezett a csapathoz a Bolton Wandererstől.
- Bolton Wanderers: Karácsonyig Roy McFarland és Colin Todd közösen irányította a csapatot. Végül McFarlandot elküldték és Todd lett az egyedüli menedzser.
- Chelsea: Glenn Hoddle a szezon végén az angol válogatott szövetségi kapitánya lett.
- Manchester City: Alan Ball lett a klub menedzsere.
- Sheffield Wednesday: Trevor Francis helyére David Pleat érkezett a Luton Towntól.
- Southampton: A szezon elején David Merrington ült le a kispadra, de kirúgták és a következő idény előtt Graeme Souness érkezett a csapathoz.

## Végeredmény
| #  | Csapat              | Mérk. | Gy | D  | V  | RG | KG | GK  | Pont | Megjegyzés               |
| -- | ------------------- | ----- | -- | -- | -- | -- | -- | --- | ---- | ------------------------ |
| 1  | Manchester United   | 38    | 25 | 7  | 6  | 73 | 35 | +38 | 82   | Bajnokok Ligája          |
| 2  | Newcastle United    | 38    | 24 | 6  | 8  | 66 | 37 | +29 | 78   | UEFA-kupa                |
| 3  | Liverpool           | 38    | 20 | 11 | 7  | 70 | 34 | +36 | 71   | KEK                      |
| 4  | Aston Villa         | 38    | 18 | 9  | 11 | 52 | 35 | +17 | 63   | UEFA-kupa                |
| 5  | Arsenal             | 38    | 17 | 12 | 9  | 49 | 32 | +17 | 63   | UEFA-kupa                |
| 6  | Everton             | 38    | 17 | 10 | 11 | 64 | 44 | +20 | 61   |                          |
| 7  | Blackburn Rovers    | 38    | 18 | 7  | 13 | 61 | 47 | +14 | 61   |                          |
| 8  | Tottenham Hotspur   | 38    | 16 | 13 | 9  | 50 | 38 | +12 | 61   |                          |
| 9  | Nottingham Forest   | 38    | 15 | 13 | 10 | 50 | 54 | -4  | 58   |                          |
| 10 | West Ham United     | 38    | 14 | 9  | 15 | 43 | 52 | -9  | 51   |                          |
| 11 | Chelsea             | 38    | 12 | 14 | 12 | 46 | 44 | +2  | 50   |                          |
| 12 | Middlesbrough       | 38    | 11 | 10 | 17 | 35 | 50 | -15 | 43   |                          |
| 13 | Leeds United        | 38    | 12 | 7  | 19 | 40 | 57 | -17 | 43   |                          |
| 14 | Wimbledon           | 38    | 10 | 11 | 17 | 55 | 70 | -15 | 41   |                          |
| 15 | Sheffield Wednesday | 38    | 10 | 10 | 18 | 48 | 61 | -13 | 40   |                          |
| 16 | Coventry City       | 38    | 8  | 14 | 16 | 42 | 60 | -18 | 38   |                          |
| 17 | Southampton         | 38    | 9  | 11 | 18 | 34 | 52 | -18 | 38   |                          |
| 18 | Manchester City     | 38    | 9  | 11 | 18 | 33 | 58 | -25 | 38   | Kiesett a másodosztályba |
| 19 | Queens Park Rangers | 38    | 9  | 6  | 23 | 38 | 57 | -19 | 33   | Kiesett a másodosztályba |
| 20 | Bolton Wanderers    | 38    | 8  | 5  | 25 | 39 | 71 | -32 | 29   | Kiesett a másodosztályba |

## Góllövőlista
| Név                | Gól | Csapat            |
| ------------------ | --- | ----------------- |
| Alan Shearer       | 31  | Blackburn Rovers  |
| Robbie Fowler      | 28  | Liverpool         |
| Les Ferdinand      | 25  | Newcastle United  |
| Dwight Yorke       | 17  | Aston Villa       |
| Andrei Kanchelskis | 16  | Everton           |
| Teddy Sheringham   | 16  | Tottenham Hotspur |
| Chris Armstrong    | 15  | Tottenham Hotspur |
| Ian Wright         | 15  | Arsenal           |
| Eric Cantona       | 14  | Manchester United |
| Stan Collymore     | 14  | Liverpool         |
| Dion Dublin        | 14  | Coventry City     |

## Külső hivatkozások
- A szezon tabellája és mérkőzései

## Fordítás
- Ez a szócikk részben vagy egészben  a(z)   1995–96 FA Premier League című angol Wikipédia-szócikk fordításán alapul.  Az eredeti cikk szerkesztőit annak laptörténete sorolja fel. Ez a jelzés csupán a megfogalmazás eredetét és a szerzői jogokat jelzi, nem szolgál a cikkben szereplő információk forrásmegjelöléseként.